# Левин, Харрис
Харрис Левин (Harris A. Lewin; род. 1957, Бруклин, Нью-Йорк) — американский биолог, иммуногенетик. Заслуженный (Distinguished) профессор Калифорнийского университета в Дейвисе и его вице-канцлер по исследованиям (2011—2016), прежде профессор Иллинойсского университета в Урбане-Шампейне, член Национальной АН США (2012).
Лауреат премии Вольфа по сельскому хозяйству (2011, совместно с James R. Cook).

## Биография
Поступив первоначально в State University of New York at Delhi, затем перевёлся в Корнеллский университет, где получил степени бакалавра науки о животных (1979) и магистра разведения и генетики животных (1981).
Степень доктора философии по иммунологии получил в 1984 году в Калифорнийском университете в Дейвисе, куда вернулся как вице-канцлер по исследованиям в 2011 году.
Между тем 27 лет провёл на кафедре науки о животных Иллинойсского университета в Урбане-Шампейне, в котором являлся именным профессором иммуногенетики (E.W. and J.M. Gutgsell Endowed Professor of Immunogenetics), а также возглавлял Центр биотехнологий Иллинойсского университета (с 1996) и стал (в 2003 году) директором-основателем Института геномной биологии. Участник международного коллектива, предоставившего в 2009 году секвенированный геном домашнего быка. Ныне он также состоит членом UC Davis Genome Center и возглавляет Earth BioGenome Project.
Фелло Института Джона Мьюра (2017, в числе первых удостоенных) и Американской ассоциации содействия развитию науки (2004).
Иностранный член Шведской королевской академии лесного и сельского хозяйства (2007).